# Nina Kov
Nina Kov (Franciaország, 1981. február 9. –) táncos, koreográfus, mozgás és művészeti vezető. Férje Deák Kristóf.

## Élete
Szülei az 1970-es években Párizsba disszidáltak, így ő Franciaországban született. Édesapja orosz képzőművész volt, édesanyja magyar.
Még 1999-ben Rosella Hightower Cannes-i École Supérieure tánciskoláját végezte el, majd szabadúszóként is dolgozott és az Artus Kortárs Művészeti Stúdió tagjaként töltött évek után 2010-ben a londoni Laban intézetben szerezte meg koreográfusi diplomáját. 
Elsősorban Londonban és Budapesten alkotó koreográfus, táncos és mozgás-, illetve művészeti vezető. Munkásságának középpontjában az ember és gép kapcsolata áll, a tudattalan, a test és a technológia találkozása. Ezek kifejezésének lehetőségeit vizsgálja a tánc, a mozgás és a technológia területén. A drón-koreográfia egyik úttörője.
Munkáit többek között a MU Színház Pont Műhely, a Trafó – Kortárs Művészetek Háza, a Sadler's Wells, a Royal Opera House, a Science Museum, a Random Dance társulat, a Nesta FutureFest és a Sziget Fesztivál is bemutatta, illetve Deák Kristóf több filmjében, így a 2017-ben Oscar-díjas Mindenki címűben is koreografált.
Az ELTE Dancing with Drones kutatási projektjének egyik alapítója és művészeti vezetője volt.

## Munkái

### Film
- 2011 Remi (rövidfilm) koreográfus (rendező: Dave Padadac)
- 2011 Touch the Sound (performance művészfilm[2]) koreográfus (rendező: Lingjing Yin és Giorgio Bosisio)
- 2012 Aeph: When you (videoklip) koreográfus (rendező: Luisa Carnello; Lemon & Lime Productions)
- 2012 Copter (rövid táncfilm) koreográfus, rendező (Bloomberg)
- 2017 Eszméletlen (minisorozat) koreográfus és mozgás (rendező: Deák Kristóf; Paramount Channel)
- 2017 Mindenki (rövidfilm) koreográfus és mozgás (rendező: Deák Kristóf; Meteor Films)
- 2019 A legjobb játék (film) koreográfus (rendező: Deák Kristóf; Filmfabriq, Meteor-Film)

### Színház, tánc
Táncos
- 2001–2005, Artus

Einstein álmok
Osiris tudósítások
Retina
Hókirálynő
Dante- és Andersen-látomások
Rókatündérek
Táncos-koreográfus
- 2006, MU Színház

Henzáp!
Solo
- 2007, MOL Oil Company

Hundertwasser
Táncos-író-rendező
- 2008, Millenáris Park – Fringe Fesztivál, Szépművészeti Múzeum

Kicsi Salomé
Koreográfus
- 2013 Wayne McGregor(wd) | Random Dance

Random Works
- 2014–2015 Vuong 10 Collective

Vuong 10
- 2016 drónfilm installáció (Brighton Digital Festival)

Constant Sensing

## Fontosabb díjai
- The Place Prize(wd) elődöntő (2012)
- New Europe 100 Award (2015)[3]

## Publikációi
- Exploring Choreographers’ Conceptions of Motion Capture for Full Body Interaction (BCS-HCI '11: Az ember-számítógép interakcióról szóló 25. BCS konferencia anyaga, 205–210. oldal, 2011)[4]